# Сільвія Левелін-Девіс
Сільвія Левелін-Девіс (англ. Silvia Llewelyn Davis; 25 листопада 1866 — 27 серпня 1910), відома своєю дружбою з Джеймсом М. Баррі, й тим, що п'ятеро її синів стали прототипами персонажів його повісті «Пітер Пен».

## Життєпис
Народилась 25 листопада 1866 року в родині художника та письменника Джорджа дю Мор'є (1834—1896), автора роману «Трільбі» (1894), та Емми Вайтвік. Її старшим братом був офіцер Гай дю Мор'є (1865—1915), автор п'єси «Englishman's Home» (1909), молодшим братом — актор Джеральд дю Мор'є (1873—1934). Її племінницями були письменниці Анджела дю Мор'є (1904—2002) та Дафна дю Мор'є (1907—1989), а також художниця Жанна дю Мор'є (1911—1997).
1889 року на званій вечері вона познайомилася з молодим адвокатом Артуром Левелін-Девісом, й через деякий час пара оголосила про заручини. Вони одружилися 1892 року. У подружжя народились п'ятеро дітей, всі хлопчики: Джордж (1893—1915), Джек (1894—1959), Пітер (1897—1960), Майкл (1900—1921) та Ніколас (1903—1980).
1898 року подружжя Левелін-Девіс на званій вечері познайомилися з Джеймсом Баррі, та виявили, що він вже знайомий з трьома їхніми синами, завдяки їхнім частим прогулянкам у Кенсінгтонських садах. Сільвія і Джеймс Баррі близько потоваришували, Баррі багато часу проводив у будинку Левелін-Девісів, а Сільвія супроводжувала його з дружиною на відпочинок. Вона також прихильно ставилася до його дружби з її синами.
19 квітня 1907 року сорокачотирьохрічний Артур Левелін-Девіс помер від саркоми, після чого Баррі підтримував Сільвію емоційно та фінансово. Після його розлучення з дружиною 1909 року й Баррі та Сільвія почали жити разом, але офіційно так і не побралися. Сільвія Левелін-Девіс померла 27 серпня 1910 року від раку молочної залози у 43-річному віці. У своєму заповіті вона призначила опікунами своїх синів свою матір Емму, брата Гая, брата свого покійного чоловіка Кремптона Левелін-Девіса та Джеймса Баррі. Тоді ж Баррі сказав хлопцям, що був заручений з їхньою матір'ю, проте пізніше вони скептично поставилися до його заяви. 
1951 року її син Пітер став видавцем книги своєї двоюрідної сестри Дафни дю Мор'є про їхнього діда Джорджа дю Мор'є («Молодий Джордж дю Мор'є»).

## Кіновтілення
- 1978 року телекомпанією BBC було відзнято мінісеріал «Загублені хлопчики», в якому роль Сільвії виконала Енн Белл[3].
- 2004 року вийшов фільм «Чарівна країна», де роль Сільвії втілила Кейт Вінслет[4].